# Paulette Duval
Pour les articles homonymes, voir Duval.
 (août 2021).
Si vous disposez d'ouvrages ou d'articles de référence ou si vous connaissez des sites web de qualité traitant du thème abordé ici, merci de compléter l'article en donnant les références utiles à sa vérifiabilité et en les liant à la section « Notes et références ».
Paulette Duval, née le 5 mai 1889 à Buenos Aires et morte le 12 juin 1951 à Paris, est une actrice française du cinéma muet principalement et aussi une danseuse du music-hall dont la carrière s'est menée outre-Atlantique.

## Biographie

### Carrière artistique
Paulette Duval est née en 1889 à Buenos Aires,[réf. nécessaire]. Ses parents déménagent ensuite[Quand ?] à Paris, où elle est élevée.
Considérée comme l'une des plus belles femmes des années 1920, la Française s'engage dans la troupe américaine de danse The Scandals, produite par George White. 
En 1923, elle est engagée par Florenz Ziegfeld pour travailler pour la troupe des Ziegfeld Follies dans la revue au New Amsterdam Theatre à New York.
Elle déménage à Hollywood en 1922. Elle apparaît pour la première fois à l'écran dans Monsieur Beaucaire avec Rudolph Valentino. Sa carrière américaine prend fin en 1928.
Rentrée en France, elle donne naissance à Boulogne-Billancourt à sa fille Jacqueline Arlette Duval,, née de sa liaison avec l'architecte et décorateur Michel Dufet,. Jacqueline deviendra brièvement actrice, sous le nom de Jacqueline Duval.
En 1933, Paulette Duval tourne pour la dernière fois — aux côtés de Fernandel, dans un court-métrage sonore, Lidoire, réalisé par Maurice Tourneur — puis met un terme à sa carrière.

### Reconversion
En 1933, Paulette Duval ouvre à Paris, 2, place de la Porte-des-Ternes, un institut de beauté spécialisé dans le rajeunissement, où l'on prétend effacer les rides sans chirurgie,. Mais en 1937, elle est poursuivie pour exercice illégal de la médecine, coups et blessures et escroquerie, après les plaintes de deux clientes. Plusieurs personnalités, comme Damia, Jean Cocteau ou encore Esther Lekain, viennent témoigner en sa faveur lors de son procès. Paulette Duval est malgré tout condamnée à une payer une amende et des dommages-intérêts, ce qui ne l’empêche pas de poursuivre son activité. En 1939, elle cofonde, avec Michel Dufet et l'actrice Ginette Maddie, une nouvelle société de « rajeunissement facial » établie au 9, rue Anatole-de-La-Forge,. Après-guerre, elle déplace son institut dans « une maison de repos campagnarde ».
Elle acquiert une ancienne maison à Dammartin-en-Serve dans les Yvelines (toujours existante, rue de Pacy-sur-Eure)[réf. nécessaire].
Elle meurt le 12 juin 1951 à Paris et est inhumée à Dammartin-en-Serve[réf. nécessaire].

## Filmographie
- 1920 : Marthe de Gaston Roudès : Marthe
- 1922 : Nero : Poppaea
- 1924 : Monsieur Beaucaire de Sidney Olcott : Madame Pompadour
- 1924 : Larmes de clown (He Who Gets Slapped) : Zinida
- 1924 : My Husband's Wives : Madame Corregio
- 1925 : Sa vie (The Lady), de Frank Borzage : Madame Adrienne Catellier
- 1925 : Cheaper to Marry : Evelyn
- 1925 : Man and Maid : Coralie
- 1925 : Time, the Comedian : Mrs St. Germaine
- 1925 : Beau Joueur (Sporting Life) : Olive Carteret
- 1925 : 1925 Studio Tour : elle-même
- 1926 : The Skyrocket : Mildred Rideout
- 1926 : The Exquisite Sinner de Josef von Sternberg et Phil Rosen : Yvonne
- 1926 : Quand la femme est Roi (Beverly of Graustark) : Carlotta
- 1926 : Blarney : Marcolina
- 1927 : Beware of Widows : Mrs. Paul Warren
- 1927 : The Magic Garden : Countess di Varesi
- 1927 : Le Bateau ivre  (Twelve Miles Out)  de Jack Conway : Trini
- 1927 : Alias the Lone Wolf : Liane De Lorrne
- 1927 : Breakfast at Sunrise : Georgiana
- 1928 : La Femme divine : Paulette
- 1928 : Le château de sable (en) (No Other Woman) de Lou Tellegen : Mafalda
- 1933 : Lidoire : La Dame